# Cyphostemma descoingsii
Cyphostemma descoingsii là một loài thực vật hai lá mầm trong họ Nho. Loài này được Lavie miêu tả khoa học đầu tiên năm 1981 publ. 1984.